# Reputation Stadium Tour
De Reputation Stadium Tour was de vijfde concerttournee van de Amerikaanse singer-songwriter Taylor Swift, die de tournee begon ter promotie van haar zesde studioalbum, Reputation (2017). Het was haar eerste tournee met enkel stadions, en deze begon op 8 mei 2018 in Glendale, Arizona en eindigde op 21 november 2018 in Tokio, Japan. De tournee omvatte 53 shows en vond plaats in slechts 7 landen.
De setlist bestond voornamelijk uit nummers van Reputation en enkele nummers van Swifts andere albums. Op het podium waren opvallende slangenmotieven en afbeeldingen te zien als decoratie, wat het concept van het album en Swifts publieke imago weerspiegelde. Daarnaast werden er twee kleinere B-podia gebruikt voor akoestische optredens van 'verrassingsliedjes'. De show van 6 oktober 2018 in het AT&T Stadium in Arlington, Texas, werd opgenomen en uitgebracht als Netflix Original -concertfilm op 31 december 2018.
Muziekcritici waren lovend over het decorontwerp, de productie en de kleding. Ze prezen Swifts showelementen en de interacties met haar publiek, die een opwindende en toch intieme ervaring opleverden. De Reputation Stadium Tour kreeg 2,88 miljoen bezoekers en een bruto-omzet van $ 345,7 miljoen dollar, waarmee het de meest succesvolle tournee in Noord-Amerika werd. De tournee werd bekroond met de titel Tour of the Year op de People's Choice Awards, American Music Awards en iHeartRadio Music Awards.

## Setlist
Deze setlist is afkomstig van het concert op 8 mei 2018 in Glendale, Arizona. 
1. "...Ready for It?"
2. "I Did Something Bad"
3. "Gorgeous"
4. "Style" / "Love Story" / "You Belong with Me"
5. "Look What You Made Me Do"
6. "End Game"
7. "King of My Heart"
8. "Delicate"
9. "Shake It Off" (met Camila Cabello and Charli XCX)
10. "Dancing with Our Hands Tied"
11. Surprise song
12. "Blank Space"
13. "Dress"
14. "Bad Blood" / "Should've Said No"
15. "Don't Blame Me"
16. "Long Live" / "New Year's Day"
17. "Getaway Car"
18. "Call It What You Want"
19. "We Are Never Ever Getting Back Together" / "This Is Why We Can't Have Nice Things"

### Speciale gasten
Tijdens bepaalde concerten nodigde Swift een gast uit voor een duet:
- 18 mei 2018 – Pasadena: "There's Nothing Holdin' Me Back" met Shawn Mendes
- 19 mei 2018 – Pasadena: "My My My!" met Troye Sivan;  "Hands to Myself" met Selena Gomez
- 22 juni 2018 – Londen: "Slow Hands" met Niall Horan
- 23 juni 2018 – Londen: "Angels" met Robbie Williams
- 26 juli 2018 – Foxborough: "Curious" met Hayley Kiyoko
- 4 augustus 2018 – Toronto: "Summer of '69" met Bryan Adams
- 25 augustus 2018 – Nashville: "Tim McGraw" met Tim McGraw en Faith Hill
- 5 oktober 2018 – Arlington: "The Middle" met Maren Morris
- 6 oktober 2018 – Arlington: "Babe" met Sugarland

## Tour dates
| Datum (2018) | Stad            | Land                | Arena                               | Opening acts              |
| ------------ | --------------- | ------------------- | ----------------------------------- | ------------------------- |
| 8 mei        | Glendale        | Verenigde Staten    | University of Phoenix Stadium       | Camila Cabello Charli XCX |
| 11 mei       | Santa Clara     | Verenigde Staten    | Levi's Stadium                      | Camila Cabello Charli XCX |
| 12 mei       | Santa Clara     | Verenigde Staten    | Levi's Stadium                      | Camila Cabello Charli XCX |
| 18 mei       | Pasadena        | Verenigde Staten    | Rose Bowl                           | Camila Cabello Charli XCX |
| 19 mei       | Pasadena        | Verenigde Staten    | Rose Bowl                           | Camila Cabello Charli XCX |
| 22 mei       | Seattle         | Verenigde Staten    | CenturyLink Field                   | Charli XCX                |
| 25 mei       | Denver          | Verenigde Staten    | Sports Authority Field at Mile High | Camila Cabello Charli XCX |
| 1 juni       | Chicago         | Verenigde Staten    | Soldier Field                       | Camila Cabello Charli XCX |
| 2 juni       | Chicago         | Verenigde Staten    | Soldier Field                       | Camila Cabello Charli XCX |
| 8 juni       | Manchester      | Verenigd Koninkrijk | Etihad Stadium                      | Camila Cabello Charli XCX |
| 9 juni       | Manchester      | Verenigd Koninkrijk | Etihad Stadium                      | Camila Cabello Charli XCX |
| 15 juni      | Dublin          | Ierland             | Croke Park                          | Camila Cabello Charli XCX |
| 16 juni      | Dublin          | Ierland             | Croke Park                          | Camila Cabello Charli XCX |
| 22 juni      | Londen          | Verenigd Koninkrijk | Wembley Stadion                     | Camila Cabello Charli XCX |
| 23 juni      | Londen          | Verenigd Koninkrijk | Wembley Stadion                     | Camila Cabello Charli XCX |
| 30 juni      | Louisville      | Verenigde Staten    | Cardinal Stadium                    | Camila Cabello Charli XCX |
| 7 juli       | Columbus        | Verenigde Staten    | Ohio Stadium                        | Camila Cabello Charli XCX |
| 10 juli      | Landover        | Verenigde Staten    | FedExField                          | Camila Cabello Charli XCX |
| 11 juli      | Landover        | Verenigde Staten    | FedExField                          | Camila Cabello Charli XCX |
| 13 juli      | Philadelphia    | Verenigde Staten    | Lincoln Financial Field             | Camila Cabello Charli XCX |
| 14 juli      | Philadelphia    | Verenigde Staten    | Lincoln Financial Field             | Camila Cabello Charli XCX |
| 17 juli      | Cleveland       | Verenigde Staten    | FirstEnergy Stadium                 | Camila Cabello Charli XCX |
| 20 juli      | East Rutherford | Verenigde Staten    | MetLife Stadium                     | Camila Cabello Charli XCX |
| 21 juli      | East Rutherford | Verenigde Staten    | MetLife Stadium                     | Camila Cabello Charli XCX |
| 22 juli      | East Rutherford | Verenigde Staten    | MetLife Stadium                     | Camila Cabello Charli XCX |
| 26 juli      | Foxborough      | Verenigde Staten    | Gillette Stadium                    | Camila Cabello Charli XCX |
| 27 juli      | Foxborough      | Verenigde Staten    | Gillette Stadium                    | Camila Cabello Charli XCX |
| 28 juli      | Foxborough      | Verenigde Staten    | Gillette Stadium                    | Camila Cabello Charli XCX |
| 3 augustus   | Toronto         | Canada              | Rogers Centre                       | Camila Cabello Charli XCX |
| 4 augustus   | Toronto         | Canada              | Rogers Centre                       | Camila Cabello Charli XCX |
| 7 augustus   | Pittsburgh      | Verenigde Staten    | Heinz Field                         | Camila Cabello Charli XCX |
| 10 augustus  | Atlanta         | Verenigde Staten    | Mercedes-Benz Stadium               | Camila Cabello Charli XCX |
| 11 augustus  | Atlanta         | Verenigde Staten    | Mercedes-Benz Stadium               | Camila Cabello Charli XCX |
| 14 augustus  | Tampa           | Verenigde Staten    | Raymond James Stadium               | Camila Cabello Charli XCX |
| 18 augustus  | Miami Gardens   | Verenigde Staten    | Hard Rock Stadium                   | Camila Cabello Charli XCX |
| 25 augustus  | Nashville       | Verenigde Staten    | Nissan Stadium                      | Camila Cabello Charli XCX |
| 28 augustus  | Detroit         | Verenigde Staten    | Ford Field                          | Camila Cabello Charli XCX |
| 31 augustus  | Minneapolis     | Verenigde Staten    | U.S. Bank Stadium                   | Camila Cabello Charli XCX |
| 1 september  | Minneapolis     | Verenigde Staten    | U.S. Bank Stadium                   | Camila Cabello Charli XCX |
| 8 september  | Kansas City     | Verenigde Staten    | Arrowhead Stadium                   | Camila Cabello Charli XCX |
| 15 september | Indianapolis    | Verenigde Staten    | Lucas Oil Stadium                   | Camila Cabello Charli XCX |
| 18 september | St. Louis       | Verenigde Staten    | The Dome at America's Center        | Camila Cabello Charli XCX |
| 22 september | New Orleans     | Verenigde Staten    | Mercedes-Benz Superdome             | Camila Cabello Charli XCX |
| 29 september | Houston         | Verenigde Staten    | NRG Stadium                         | Camila Cabello Charli XCX |
| 5 oktober    | Arlington       | Verenigde Staten    | AT&T Stadium                        | Camila Cabello Charli XCX |
| 6 oktober    | Arlington       | Verenigde Staten    | AT&T Stadium                        | Camila Cabello Charli XCX |
| 19 oktober   | Perth           | Australië           | Optus Stadium                       | Charli XCX Broods         |
| 26 oktober   | Melbourne       | Australië           | Marvel Stadium                      | Charli XCX Broods         |
| 2 november   | Sydney          | Australië           | ANZ Stadium                         | Charli XCX Broods         |
| 6 november   | Brisbane        | Australië           | The Gabba                           | Charli XCX Broods         |
| 9 november   | Auckland        | Nieuw-Zeeland       | Mount Smart Stadium                 | Charli XCX Broods         |
| 20 november  | Tokio           | Japan               | Tokyo Dome                          | Charli XCX                |
| 21 november  | Tokio           | Japan               | Tokyo Dome                          | Charli XCX                |